# Gershon Kingsley
Gershon Kingsley (ur. jako Götz Gustav Ksinski 28 października 1922 w Bochum, zm. 10 grudnia 2019 w Nowym Jorku) – amerykański kompozytor pochodzenia żydowskiego, pionier muzyki elektronicznej, jeden z pierwszych twórców wykorzystujących syntezator Mooga, założyciel zespołu First Moog Quartet, współtwórca duetu muzycznego Perrey and Kingsley oraz kompozytor muzyki żydowskiej inspirowanej elementami rocka.
Jako dyrygent i kompozytor współtworzył wiele musicali wystawianych na Broadwayu. Komponował również muzykę do filmów, seriali telewizyjnych i reklam. Komponował także muzykę klasyczną. Jego ostatnia opera miała premierę w 2004. Jego styl to mieszanka awangardy i popu. Kingsley najbardziej znany był z kompozycji Popcorn. Jego prace były nominowane do nagrody Tony w kategoriach Najlepszy Dyrygent i Najlepszy Reżyser Musicali, otrzymał dwie nagrody Clio za jego prace związane z reklamą oraz Nagrodę za Całokształt Twórczości przyznawaną przez Fundację Boba Mooga.

## Życiorys

### Dzieciństwo i młodość
Urodził się jako Götz Gustav Ksinski w 1922 roku w Bochum (Niemcy). Jego matka była katoliczką, zaś ojciec żydem. W 1938 wyemigrował do Palestyny mandatowej, gdzie przyłączył się do jednego z kibuców, podczas gdy jego rodzice pozostali w Niemczech. Kiedy spotkali się ponownie po ośmiu latach, cała rodzina wyemigrowała do Stanów Zjednoczonych.

### Kariera muzyczna
Jego kariera muzyczna zaczęła się wraz z wydaniem albumu The In Sound from Way Out! (1966), który nagrał wraz z Jean-Jacques Perrey. Duet Perrey-Kingsley nagrał wspólnie jeszcze jeden album Kaleidoscopic Vibrations: Spotlight on the Moog (1967) po czym ich drogi się rozeszły. Dwa lata później Kingsley wydał swój pierwszy solowy album Music To Moog By, album w którym wykorzystane dźwięki pochodziły z syntezatora Moog, wydawnictwo zawierało przede wszystkim covery takich wykonawców jak The Beatles, Beethovena i Simon & Garfunkel. Jego następne dzieło zatytułowane First Moog Quartet jest kompilacją zapisów z jego ogólnokrajowej trasy koncertowej z wykorzystaniem czterech syntezatorów Moog, płyta ta miała charakter bardziej eksperymentalny.

#### „Popcorn”
Kingsley w czasie jednego z wywiadów przyznał, że pewnego dnia 1969 roku słuchał dźwięków wydawanych przez maszynę do popcornu, zastanawiając się, jak wykorzystać te dźwięki w utworze muzycznym. Następny dzień spędził na układaniu chwytliwej melodii, po czym przy użyciu wyłącznie syntezatorów nagrał cały utwór, któremu nadał tytuł Popcorn. 87 dni później ukazał się on na albumie „Music to Moog By”. Utwór szybko stał się pierwszym ogólnoświatowym hitem muzyki elektronicznej.

#### Inne prace
Kingsley ceniony jest również za skomponowanie utworu „Baroque Hoedown” wykorzystywanego przez The Walt Disney Company w parkach rozrywki.

## Dyskografia
- 1966 The In Sound from Way Out
- 1967 Kaleidoscopic Vibrations: Spotlight on the Moog
- 1969 Music To Moog By
- 1970 First Moog Quartet
- 1970 Switched-On Gershwin
- 1991 The Essential Perrey and Kingsley
- 2005 Voices from the Shadow
- 2006 God Is a Moog
- 2007 Vanguard Visionaries: Perrey and Kingsley
- 2009 Silent Night, Bloody Night

## Muzyka filmowa
- 1969 Sam's Song
- 1970 The Dreamer
- 1973 Słodkie ciasteczka
- 1974 Cicha noc, krwawa noc